# Festivalul de Muzică de la Sebiș
Festivalul de Muzică de la Sebiș este un festival de muzică ce are loc anual de obicei în luna iunie în orașul Sebiș, Arad. A ajuns la cea de-a 18-a ediție în 2017 și se desfășoară în fața primăriei din Piața Tineretului.

## Istoric
A debutat în anul 1999 la Televiziunea Română (TVR), cu cele mai mari nume din industria muzicală romanească la acea vreme cap de afiș, însă în ultimii ani acesta a fost produs de studioul regional al Societății Române de Televiziune, TVR Timișoara. Primele ediții au fost prezentate de Dan Negru. În ultimii ani, prezentator a fost Florin Mihoc.
Primele ediții ale festivalului au fost organizate de Mircea Hîrja, cu sprijinul Primăriei orașului Sebiș. 
Ziua de vineri este dedicată muzicii populare, iar sâmbăta și duminica sunt dedicate muzicii ușoare. Pe lângă scena muzicală, festivalul propune și alte activități.

## Ediții
| An           | Cap de afiș |
| ------------ | --- |
| 2017 (XVIII) | - Rapsozii Zărandului - Fuego - Feli - Vescan - Ioana Ignat - Ducu Bertzi - Sore - Matteo                                                      |
| 2016 (XVII)  | - Nicolae Furdui Iancu - Smiley - Ducu Bertzi - Antonia - Alex Velea                                                                           |
| 2015 (XVI)   | - Alina Eremia - Lidia Buble - What's UP - Ducu Bertzi - Elena Gheorghe - Direcția 5                                                           |
| 2014 (XV)    | - Florica Bradu - Ducu Bertzi - Ruby - CRBL - Etno - Simona Nae - Andreea Bănică - DJ Sava & Raluka                                            |
| 2013 (XIV)   | - Silvia - Blaxy Girls - Spitalul de Urgență - Narcotic Sound - Phaser - Mircea Vintilă - Ro-Mania - Ducu Bertzi - Alexandra Ungureanu & Crush |
| 2012 (XIII)  | - Marius Ciprian Pop - Rapsozii Zărandului - Ducu Bertzi - Paula Seling - Pepe - Dj Rynno & Sylvia - Andreea Bălan - Andra - Fly Project       |
| 2011         | - Anna Lesko - Ducu Bertzi - Aliona - Bosquito                                                                                                 |
| 2010         | - Cargo - Mirabela Dauer - DJ Project |
| 2006         | - Bordo - Haiducii - Ducu Bertzi - Hi-Q - Aurel Tămaș - Compact                                                                                |
| 2001 (III)   | - Benone Sinulescu - Aurel Tămaș - Nicolae Furdui Iancu - Etc, program incomplet                                                               |
| 2000 (II)    | - Daniela Gyorfi - Vasile Șeicaru - K1 - Double D - L.A. - Ducu Bertzi - Andrè - Valahia - Latin Express - Exotic - Ro-Mania                   |